# Тридесет и четвърти пехотен троянски полк
Тридесет и четвърти пехотен троянски полк е български пехотен полк, формиран през 1904 година и взел участие в Балканската (1912 – 1913), Междусъюзническата (1913), Първата (1915 – 1918) и Втората световна война (1941 – 1945).

## Формиране
Тридесет и четвърти пехотен троянски полк е формиран в Ловеч под името Десети пехотен резервен полк на 15 февруари 1900 съгласно указ № 9 от 1 януари 1899 година в състав четири пехотни и една погранична рота. На 29 декември 1903 година с указ № 84 на княз Фердинанд I се развръща от една в две дружини и се преименува на 34-ти Пехотен троянски полк. Част е от състава на 2-ра бригада на Пета пехотна дунавска дивизия.
Полкът са формира през 1899 г., след реформа в Българската армия, като X пехотен Резервен полк. От 1903 г. носи името XXXIV пехотен Троянски полк. Включен е в състава на Девета плевенска пехотна дивизия от 1904 г. Гарнизонът на полка в мирно време е в Ловеч. Наречен е „Троянски“ поради преобладаващия брой войници от Балканския край.
На 17 септември 1912 от състава на 33-ти и 34-ти Полк се формира Петдесет и четвърти пехотен битолски полк.

## Балкански войни (1912 – 1913)
С бърз настъпателен бой само за броени дни, 34-ти Троянски полк достига до Одринската крепост. В късната есен на 1912 г. е прехвърлен и участва в атаката на укрепената линия „Чаталджа“. Атаката на Първа и Трета Българска армия срещу турската армия завършва с неуспех на 5 ноември 1912 г., но благодарение на героизма на българските войници позициите край града са удържани и блокираната там османската войска не успява да настъпи в помощ на обсадения Одрин. Българските военни гробища на Чаталджа са унищожени в края на Втората балканска война.
През Междусъюзническата война (1913) воюва със сърбите при „Дренова глава“, хребета „Росуля“ и Балта Бериловци; с гърците западно от Мехомия, където при втората контраатака при „Тепси Табия“ загива знаменосецът фелдфебел Данаил Узунов. На 23 май 1913 г. с руски кораби 34-ти Полк се отправя за Варна, откъдето с влак на 26 юни 1913 г. е превозен до Бойчиновци. При прекратяване на военните действия, част от офицерите и войниците на полка отказват да се предадат на румънците. Организират начело с фелдфебел Иван Ковашки отбраната на прохода Петрохан, където спират преминаването на румънските войски към София. Получава се спешна телеграма от началника на генералния щаб част от най-проявилите се войници да се извозят с влак в Кресненското дефиле срещу настъпващата гръцка армия. След края на войната фелдфебел Иван Ковашки е награден и с четирите степени на войнишкия кръст за храброст.

## Първа световна война (1915 – 1918)
През Първата световна война (1915 – 1918) полкът влиза в състава на 2-ра бригада от 9-а плевенска пехотна дивизия. На 11 септември 1915 от състава на 33-ти и 34-ти Полк се формира 58-и пехотен резервен полк.
При намесата на България във войната полкът разполага със следния числен състав, добитък, обоз и въоръжение:
| Числен състав                                       | Добитък   | Обоз                                     | Въоръжение                           |
| --------------------------------------------------- | --------- | ---------------------------------------- | ------------------------------------ |
| Офицери: 55 Чиновници: 4 Подофицери и войници: 4945 | Коне: 485 | Обикновени: 54 Товарни: 238 Специални: 4 | Пушки и карабини: 4538 Картечници: 4 |

Полкът участва в отбранителните боеве при Дойран през април – май 1917 г. и през септември 1918 г.
Съглашенска групировка в ограничен състав атакува на 9 и 10 февруари 1917 г. позициите на 34-ти Пехотен полк на височината „Княз Борис“. Полкът с решителна контраатака отблъсва противника. На 21 февруари отново е атакувана предната позиция. Завързва се ожесточен бой, дивизионната артилерия с двудневен огън принуждава съглашенските войски да се оттеглят на изходните си позиции. Съглашенското командване пристъпва към систематичен артилерийски обстрел по междувременно добре укрепените позиции на отбраняващата се Девета плевенска пехотна дивизия, която отстои на 0,8 – 1,5 км от линията на бойното охранение.
34-ти Полк дава особено много жертви през голямата априлска офанзива на англичаните. Боевете за пробив в отбраната на Девета плевенска пехотна дивизия започват на 22 април и продължават с малки паузи до 9 май 1917 г. Ударът на противника се предшества отново от 4-дневна масивна артилерийска обработка (почти 100 хиляди изстреляни снаряда). Голяма част от земнонасипните и дървено-земни съоръжения на предната българска позиция са разрушени. Българското армейското командване разпорежда: „§ 2. За да не се оставя противникът безнаказано да разрушава нашите позиции и изобщо да се попречи на неговата дейност, заповядвам: а) Всичката наша артилерия в участъка между Вардар и Дойранското езеро да започне денонощна системна разрушителна стрелба по неприятелските позиции и батареи в същия участък; б) Началникът на Девета пехотна дивизия и началникът на участъка „Вардар“ (командирът на германски отряд от 59-и Пехотен полк – два батальона, развърнати непосредствено до левия бряг на реката) да определят обектите на артилерийската стрелба в участъците си и да я ръководят в съгласие… § 4. За да се предизвика у противника безполезен преграден огън и по-голям разход на бойни припаси, нощно време да се изпращат по-често патрули пред участъците на Девета пехотна дивизия и участъка „Вардар“. В изпълнение на тази заповед командирът на дивизията генерал-майор Владимир Вазов отбелязва в дневника си: „Дадох заповед нашата артилерия да започне систематичен огън, денем и нощем по неприятелските позиции и батареи“. По допълнителни указания на армейското командване се провежда няколкочасова борба с британските батареи и едночасова контраподготовка, в които са изстреляни почти 10 хиляди снаряда. Пехотата на англичаните започва щурма на Дойранската позиция през нощта на 24 – 25 април. Генерал-майор Вазов пише: „След пладне неприятелският огън на три пъти ставаше барабанен. Вечерта, без артилерийска подготовка, неприятелят в състав около 12 дружини стремително настъпи по целия участък на 2-ра бригада на предната позиция срещу заставите „Должели“, „Пловдив“ и „Пипинерата“. Нашата артилерия откри преграден огън. Започна кръвопролитен бой. Пунктовете от предната позиция „Нерезов“, част от „Княз Борис“ и „Пазарджик“, а също и всички застави на 33-ти Пехотен полк паднаха в ръцете на противника. 34-ти Пехотен полк поведе контраатака и след като няколко участъка от предната позиция минаваха от ръце в ръце, най-после на разсъмване, когато изпратих една дружина подкрепа от главната позиция, противникът бе прогонен със страшни загуби… Боят продължи до 8 ч. сутринта на 25 април“.
На 8 и 9 май 1918 г. британските части, подкрепяни от своята артилерия, отново атакуват и на шест пъти се опитват с пристъп да овладеят участъка на 34-ти Пехотен полк, срещу който в тясна полоса са съсредоточили основните си сили. „С върховни усилия и през килим от трупове, те проникват на отделни места в позицията, но всеки път българите с незабавни контраудари ги отхвърлят на изходните им позиции.“ Понесли невъобразими загуби, британците се оттеглят. Най-много загинали бойци са от 7-а рота на 34-ти Пехотен полк. В предсмъртните си часове на 9 май 1918 г. младши подофицер Цочо Пенков Стоянов пише: „В дойранските пусти балкани с англо-френските тежки войски се срещнахме. Дълбоки тааби (окопи) изкопахме. Пет метра дълбоко се закопахме. Юнашки бой се захвана година и половина. Крачка назад не се върнахме“.) Командването на полка съставя пълен списък на загиналите озаглавен „Книга на безсмъртните“. Съдържа 1044 имена. През 2005 г. е издаден фототипно от Регионален исторически музей, Ловеч.
Следващата голяма битка при Дойран започва на 18 септември 1918 г. В нея англичаните понасят една от най-големите си военни загуби. От българска страна е имало 494 убити и 1200 ранени. Военни реликви със знак „34-ти“ заемат почетно място в Британския музей, Лондон.
Полковият знаменосец фелдфебел Иван Ковашки, впоследствие свещеник в Априлци, е пълен кавалер на Войнишкия кръст „За храброст“. С героизъм, смелост и весел нрав се отличава полковият адютант Цоко Коев. Капелмайсторът на полка Камен Луков му посвещава марша „Весели и в боя“, останал като церемониален марш на българската войска. На 26 септември 1916 г. Гео Милев е зачислен като взводен командир от 2-ра рота на 34-ти Пехотен полк. Той се отправя на фронта към връх „Кала-тепе“ край Дойран. През есента е в окопите. Там пише импресиите „При Дойранското езеро" и „Ужасът на огнения бич".
Общо в Дойранско са открити следи на 7 български военни гробища от Първата световна война, включително и на загинали от 34-ти Пехотен полк. Унищожен е надписът в чест на загиналите герои от 34-ти Троянски пехотен полк. Доброволци от община Троян през 2007 г. възстановяват с лични средства т.нар. „Фердинандова чешма“ – паметникът на цар Фердинанд, който е изграден в памет на загиналите войници от 34-ти Троянски пехотен полк. 

## Между двете световни войни
Полкът е разформирован през юли 1919 година, а от състава му се формира 3-та дружина на 17-и Пехотен доростолски полк. На 5 юли 1937 година в изпъление на царска заповед № 25 от 2-ра дружина от 33-ти Пехотен свищовски полк се преименува на 34-та Пехотна троянска дружина, която по-късно се развръща в полк с две дружини.

## Втората световна война (1941 – 1945)
По време на Втората световна война (1941 – 1945) полкът е мобилизиран (1941) и е дислоциран в село Дервиш могила, след което от 1942 до март 1943 година е на гарнизон в Ниш. Влиза в състава на Първи окупационен корпус. В периода 1943 – 1944 г. войници от полка дезертират и преминават на страната на партизаните, а полкът съвместно с 9-а ловна дружина взема участие в акции против партизаните в Севлиевска, Ловешка и Троянска околия, като участва и в Балванската битка.
34-ти Полк е в състава на Девета дивизия от Втора армия (командир генерал-майор Кирил Станчев) и участва в първата фаза на войната. Изминава пътя от Ловеч, през Пирот до Нови пазар. На 12 и 13 септември 1944 г. е натоварен на влакови композиции в Ловеч и Плевен в посока към западната граница. През Кулата и Сливница на 15 септември 1944 г. пристигна в Пирот и заменя по височините край града 50-и Нишавски полк. Попътно се попълват командирските длъжности със завършилите предсрочно випускници на Военното училище и ШЗО. В състава на полка е и Гвардейска доброволческа рота. Полкови командир е полковник Георги Панов, а по-късно подполковник Христо Златарев.
На 17 септември 34-ти Полк започва настъпление по направлението Пирот – Бела паланка – Бабина глава – Осмаково – Паешки камък. При Бабина глава втора рота на поручик Гъмзаков отстъпва, но пета рота с командир подпоручик Стилянов овладява висотата. До 8 октомври загиват 16 бойци от трите дружини и офицерите Георги Георгиев, Петър Матеев и Иван Драгиев. Настъплението продължава към Свърлиг, Кална и Ниш, който пада 14 октомври. Девета дивизия води упорити боеве. Танковата бригада сломява елитната 7-а СС доброволческа планинска дивизия Принц Ойген. 34-ти Полк изнася тежестта на боя, но по искане на военните ръководители на Югославия, е спрян в блатистите покрайнини, за да „влязат“ първи в гр. Ниш частите на Югославската народна освободителна армия (ЮНОА).
Следва Косовската бойна операция на Втора армия. На 34-ти Полк е заповядано да овладее к. 1018 (Дражана Чука, масив в Голак планина) и да бъдат ликвидирани противниковите войски от Група армии „Е“. На 2 ноември полк. Панов дава заповед за атака. II и III дружина (капитан Горанов и майор Писаров) заемат изходни позиции. На 5 ноември артилерията обсипва върха със снаряди, дават се жертви, в ръкопашен бой се отличават санитарен подофицер Присадашки, подпоручик Станчо Петков и др. На 6 и 7 ноември има откъслечни боеве. Доброволци, дори от артилерията, атакуват напред, подпоручик Калмуков атакува с рота без успех. На 8 ноември е убит подпоручик Петко Цонев, тежко ранен подпоручик Стоянов. На 18 ноември тежкокартечен взвод на подполковник Колев и артилерията бият върха. С бой, подкрепян от артилерийското отделение от Севлиево, бронеизтребителната рота и инженерно-щурмова рота и в непрекъсната връзка с 4-ти Полк, 34-ти Полк превзема Подуево, Вучи трън, Косовска Митровица и с. Платина.
На 24 ноември полкът е на линията Козматин – с. Банска. На 25 ноември достига к. 1096 (Рогозна планина); на 26 ноември, след продължителна артилерийска подготовка, превзема к. 1219 (връх Чапланица), на 27 и 28 ноември отхвърля противника на запад и заема удобни позиции южно от село Търнава. Към него се присъединяват части от 22-ра дивизия и 13-и корпус на Югоармията. Противникът отстъпва и Косовската бойна операция приключва на 30 ноември – в този ден 34-ти полк влиза в Нови пазар. В операцията са убити 42 войника и един офицер, много са ранени. На 7 декември става награждаване на бойци и командири. На 18 декември полкът се отправя в посока Нишка баня и отсяда на 26 декември в селата наоколо. На 31 декември с влакова композиция полкът се отправя към Ловеч, където на 2 януари 1945 г. е тържествено посрещнат.
В Нишката и Косовската операция загиват 59 бойци от 34-ти Полк, от които 4 офицери, 2 подофицери и няколко отдельонни командири. Повечето от убитите са върнати за погребение в родните места.
В състава на полка влизат Ловчанската и Червенобрежката гвардейска рота. Демобилизиран е на 1 май 1945 година. По времето, когато полкът е на фронта, в мирновременния му гарнизон се формира допълваща дружина.
Полкът е разформиран с поверително писмо № 15595 на началника на 9-а дивизионна област на 24 януари 1946 г., като срочнослужещите чинове се превеждат в 4-ти Пехотен плевенски полк.

## Маршове на полка
Панайот Пипков, който от 1904 г. е капелмайстор на 34-ти пехотен Троянски полк в Ловеч, пише по текст на Стефан Стамболов „Напред в бой“ – марш на полка за духов оркестър.
Капелмайсторът на полка Камен Луков, който през 1905 г. е назначен на овакантеното от Панайот Пипков място, му посвещава по текст на Любомир Бобевски бойния марш „Троянци“.
Троянци
Балкански чеда на славни деди,
Троянци сме славен полк!
С гърди гранит, с нечут полет
Кат вихър носим се напред.
През урви, чуки и скали,
летим кат гордите орли.
Троянци ний сме славен полк
Показахме сред бой жесток
Без страх и трепет как се мре
Как бойна слава се бере.
Завета наш е увенчан,
С вечни лаври при Дойран,
Где хвърлихме се с огнен меч
Стихийно, вихрено на сеч.
Безстрашни, смели
В боя сме борци.
Безстрашни, смели сме борци,
Чела що кичат ни с веци,
Троянци ний сме с дух кален,
С дух юначен, несравнен.
Към наший дивен роден край,
Любов ни граници не знай.
За него ни сърцето бий,
За него с гордост мреме ний.
Троянци ний сме, ний сме славен полк,
При Борис, Кирил, Нерезов, Дойран
При Кристалин; бсред страшна сеч,
Как бойна слава се бере с „ура на нож“!
С гърди гранит, с нечут полет,
кат вихър носим се напред и все напред.
Байдарица, Морава, Мечата-Стена,
Летим, кат гордите орли, летим напред.
При Кална, Ниш, Дервент, Свърлич,
Със вечни лаври при Дойран, Кала-тепе,
Где хвърлихме се с огнен меч,
Троянци вихрено на сеч, във кървав бой.
Към наший дивен, дивен роден край:
Охрид, Преспа, Гордий Шар, Пирин,
За Вардар, Дрин във люта бран,
За него с гордост мрем, ний за него мрем!

## Наименования
През годините полкът носи различни имена според претърпените реорганизации:
- Десети пехотен резервен полк (15 февруари 1900 – 29 декември 1903)
- Тридесет и четвърти пехотен троянски полк (29 декември 1903 – юли 1919)
- Тридесет и четвърта пехотна троянска дружина (5 юли 1937 – 20 април 1938)
- Тридесет и четвърти пехотен троянски полк (20 април 1938 – 24 януари 1946)

## Командири
| №   | звание       | име              | дати                     |
| --- | ------------ | ---------------- | ------------------------ |
| 1.  | Подполковник | Ваклин Церковски | 1900 – 25 януари 1903    |
| 2.  | Подполковник | Михаил Попов     | 1903 – 1904              |
| 3.  | Подполковник | Евлогий Халачев  | 1904 – 1907              |
| 4.  | Полковник    | Христо Попов     | 1907 – 1910              |
| 5.  | Полковник    | Рашо Георгиев    | 1910 – 1914              |
| 6.  | Подполковник | Стоян Тороманов  | от 1913 (временно)       |
| 7.  | Полковник    | Марин Цонков     | 1914 – 14 септември 1915 |
| 8.  | Подполковник | Пано Маринов     | 14 септември 1915 – 1918 |
| 9.  | Полковник    | Никола Попов     | 1938 – 1940              |
| 10. | Полковник    | Георги Занков    | 1940 – 30 октомври 1944  |
| 11. | Полковник    | Георги Панов     | от 1 ноември 1944        |
| 12. | Подполковник | Христо Златарев  | 1944 – 1945              |
| 13. | Полковник    | Нено Христов     | 1945 – 1946?             |
| 14. | Полковник    | Иван Цанков      | 1946?                    |